# شهریارک‌های سیاه
شهریارک‌های سیاه (نام علمی: Pomarea) نام یک سرده از خانواده مگس‌گیر شهریار است.

### گونه ها
شامل ۶ گونه زنده زیر است:
- شهریارک راروتونگا (Pomarea dimidiata)
- شهریارک تاهیتی (Pomarea nigra)
- شهریارک مارکیزی (Pomarea mendozae)
- شهریارک اوآ پو (Pomarea mira) (Possibly extinct)
- شهریارک ایفیس (Pomarea iphis)
- شهریارک فاتو هیوا (Pomarea whitneyi)